# Bánh xèo

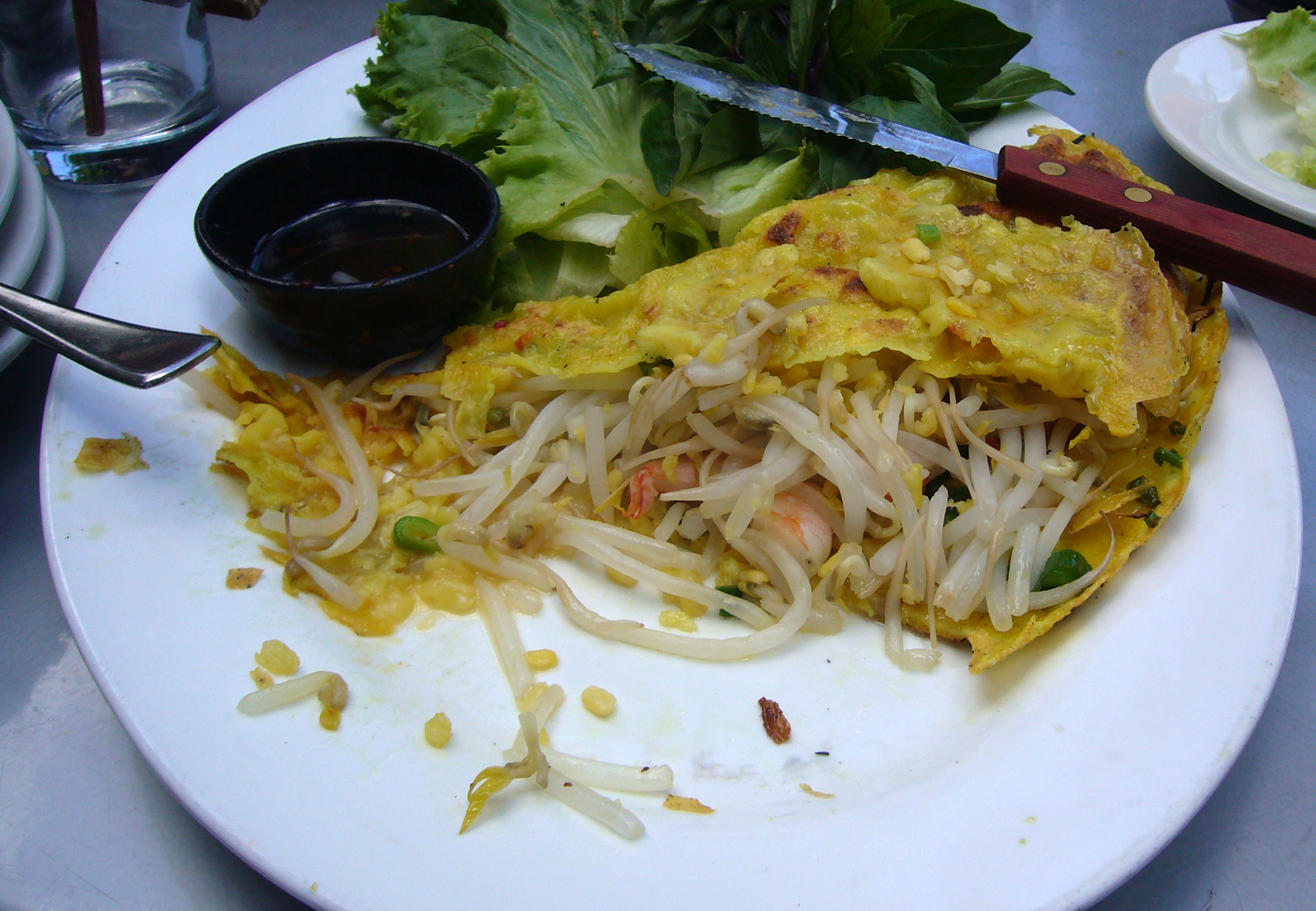
Bánh xèo

Bánh xèo – tradycyjne danie kuchni wietnamskiej na bazie naleśnika z nadzieniem.

## Charakterystyka
Danie składa się z naleśnika (najlepiej dość grubego, ryżowego), w którym znajduje się farsz mięsno-warzywny lub wegetariański. Na farsz składają się najczęściej cienkie paski mięsa wieprzowego (ewentualnie drobiowego, rzadko ryby), krewetki oraz warzywa (papryka, minikolby kukurydzy, różnego rodzaju kiełki, inne), a także grzyby. Farsz smaży się z dodatkiem mleka kokosowego, kurkumy (konieczna dla nadania żółtego zabarwienia) i przypraw. Jako dodatek podaje się sos rybny (wietnamski nước mắm) lub sos z orzeszków ziemnych, kolendrę, bazylię, sałatę, ogórka lub inne warzywa świeże. Połączenie naleśnika z azjatyckim nadzieniem czyni bánh xèo typowym daniem wietnamskim, w którym krzyżują się elementy kuchni europejskiej (francuskiej) z wpływami miejscowymi (indochińskimi).